# Mirèio

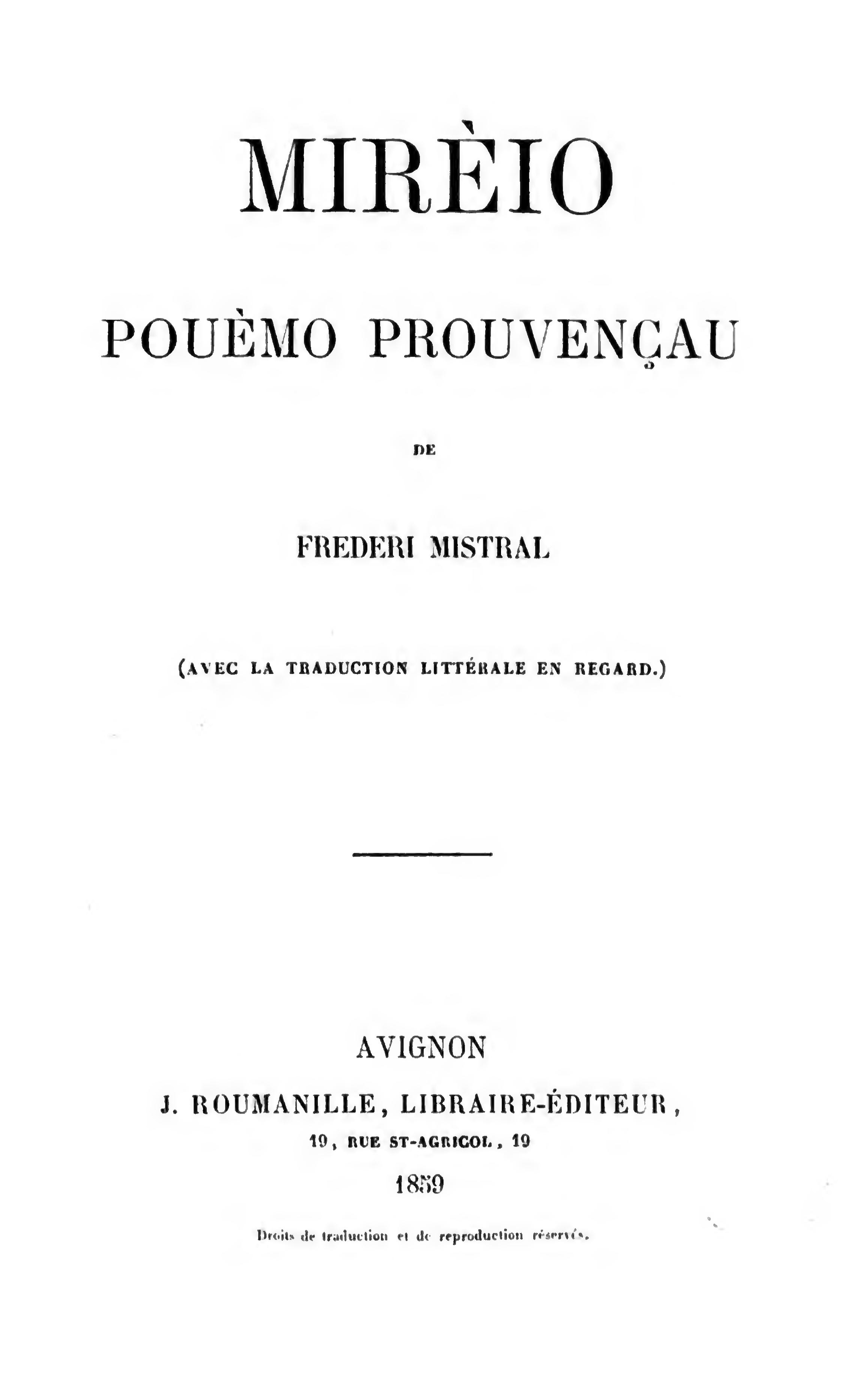
Portada de Mirèio (1859).

Mirèio, en grafía mistralenca occitana original (Mirèlha en grafía clásica occitana), es un poema en doce cantos obra del escritor occitano Frédéric Mistral, en lengua occitana escrita el año 1859. Narra la desesperación de una joven de la Provenza llamada Mirèio (Mireia). 
El argumento de la obra gira alrededor de un casamiento rechazado y una muerte por amor. En Les Baux-de-Provence, Mirèio, hija de unos labradores ricos, y Vincènç, un joven pobre, se enamoran. Su amor es imposible, los padres de la joven prohíben la boda condicionados sobre todo por anteriores rechazos de su hija a mejores partidos y continúan buscándole pretendientes en más alta escala social. Mirèio, desesperada, huye de su casa y atraviesa la Camarga con el objetivo de llegar a Saintes-Maries-de-la-Mer para implorar a las santas que sus parientes acepten su decisión. 
Durante el viaje, a consecuencia del calor, la joven sufre una insolación; al final del camino, las santas se le aparecen, le explican su historia y le hacen ver la felicidad del otro mundo. Antes de que sus parientes la encuentren, se abandona a la muerte, confiada y serena.
Dins lis amour de sa jouvènço,

A travès de la Crau, vers la mar, dins li blad,

Umble escoulan dóu grand Oumèro,

Iéu la vole segui. Coume èro

Rèn qu'uno chato de la terro,

El compositor francés Charles Gounod se basó en esta obra para componer la ópera Mireille en el año 1864.